# Asahel Stearns

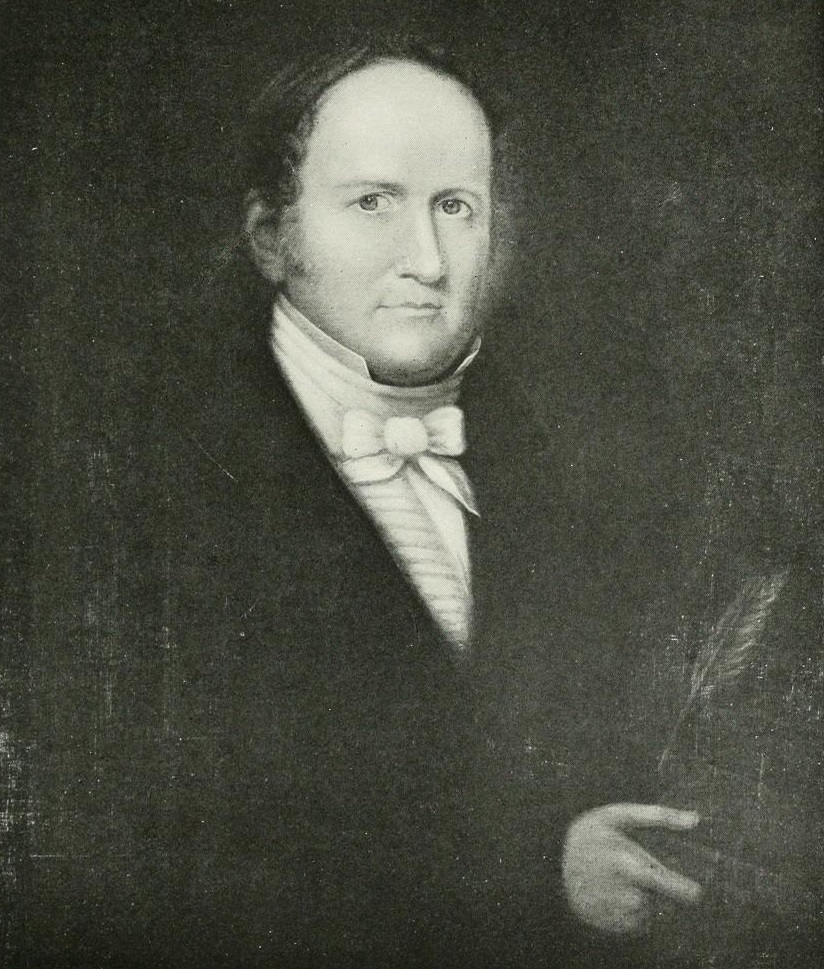
Asahel Stearns

Asahel Stearns (* 17. Juni 1774 in Lunenburg, Worcester County, Province of Massachusetts Bay; † 5. Februar 1839 in Cambridge, Massachusetts) war ein US-amerikanischer Politiker. Zwischen 1815 und 1817 vertrat er den Bundesstaat Massachusetts im US-Repräsentantenhaus.

## Werdegang
Asahel Stearns besuchte bis 1797 die Harvard University. Nach einem anschließenden Jurastudium und seiner Zulassung als Rechtsanwalt begann er in Chelmsford in diesem Beruf zu arbeiten. Gleichzeitig schlug er als Mitglied der Föderalistischen Partei eine politische Laufbahn ein. Im Jahr 1813 saß er im Senat von Massachusetts und wurde in die American Academy of Arts and Sciences gewählt. Seit 1815 lebte er in Charlestown.
Bei den Kongresswahlen des Jahres 1814 wurde Stearns im vierten Wahlbezirk von Massachusetts in das US-Repräsentantenhaus in Washington, D.C. gewählt, wo er am 4. März 1815 die Nachfolge von Samuel Dana antrat. Bis zum 3. März 1817 konnte er eine Legislaturperiode im Kongress absolvieren. Im Jahr 1817 war Stearns Abgeordneter im Repräsentantenhaus von Massachusetts. Von 1817 bis 1829 fungierte er als Professor an der Harvard University. Danach war er in den Jahren 1830 und 1831 nochmals Mitglied des Staatssenats. Er starb am 5. Februar 1839 in Cambridge.